# Bitva u Liao-jangu
Bitva u Liao-jangu byla první velkou pozemní bitvou rusko-japonské války, která proběhla na přelomu srpna a září 1904 na jih od města Liao-jang v Mandžusku. Skončila japonským vítězstvím nad carskou armádou. Rusům se po bitvě podařilo organizovaně ustoupit a zabrat pozice na sever od města, ze kterých začali plánovat protiútok (více: Bitva na řece Ša-che). Obě strany dohromady ztratili na 40 000 mužů.

## Předcházející události
V 19. století expandovali Rusové na Dálný východ a Japonci jen velice nelibě nesli jejich ambice v jižním Mandžusku a severní Koreji. Ruské diplomacii se v roce 1898 podařilo Čínskému císařství vnutit 25letý pronájem poloostrova Liao-tung se strategickým přístavem Port Arthur na jeho jihu. Tichooceánské loďstvo získalo nezamrzající přístav a výchozí bod pro kontrolu nad Žlutým mořem, Korejským zálivem a částí čínského pobřeží. Poslední kapkou bylo pro Japonce ruské rozhodnutí, že budovaná Transsibiřská magistrála povede přes jižní Mandžusko a Port Arthur bude na ni přímo napojen.

### Stručný popis celého konfliktu
Válka začala 8. února 1904, kdy japonské námořnictvo zaútočilo na Tichomořskou flotilu u Port Arthuru. Dvoudenní bitva (více: Bitva u Port Arthuru) skončila bez vítěze, ale Japoncům se podařilo získat bojovou iniciativu, zatímco ruské síly vyčkávaly v přístavu. Ruské pasivity Japonci zručně využili, vylodili se na Korejském poloostrově u Inčchonu a záhy obsadili Soul. V dubnu 1904 již stálo japonské vojsko na hranicích Rusy ovládaného Mandžuska a probilo se a oblehlo Port Arthur.

## Bitva

### Situace před bitvou

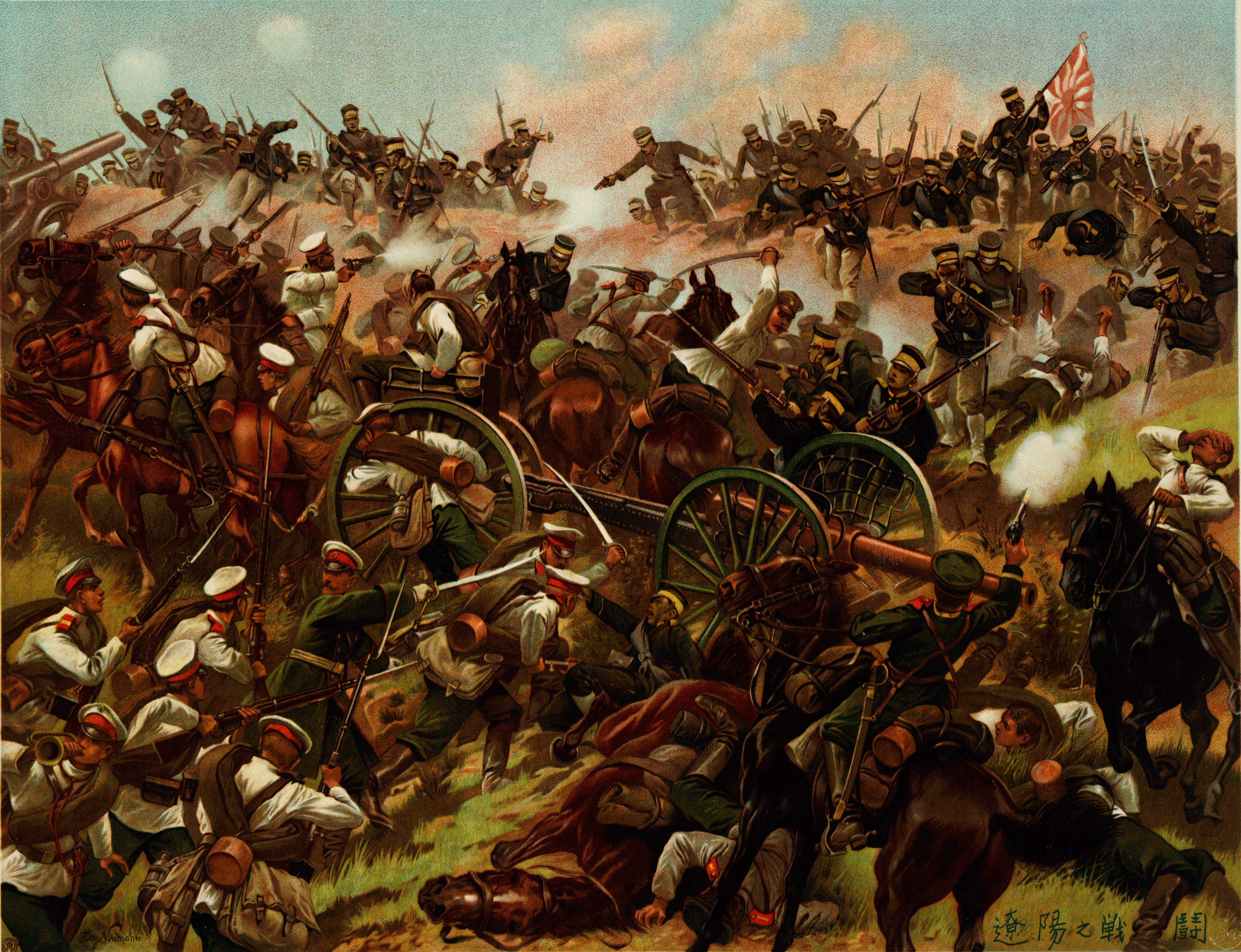
Bitva u Liao-jangu na obraze

Japonci od vylodění na poloostrově Liao-tung vytrvale postupovali do vnitrozemí, kde chtěli po spojení své 1., 2. a 4. armády v jedné rozhodující bitvě porazit carskou armádu. Jako ideální místo pro nadcházející bitvu bylo vybráno město Liao-jang, hlavní stan ruské armády v Mandžusku, které bylo obehnané třemi obrannými liniemi. Rusové před postupující japonskou armádou takticky ustupovali. Generál Kuropatkin čekal, než mu z centrálního Ruska dorazí dostatek posil, aby Japonce výrazně početně převýšil. I on považoval nadcházející bitvu u Liao-jangu jako rozhodující pro osud války.

### Poměr sil
Generál Kuropatkin měl své síly rozděleny do dvou hlavních skupin. Východní skupinu vedl baron von Bilderling, jižní skupinu generál Zarubajev, velká část armády byla ponechána v záloze. Rusové vybudovali v okolí města tři obranné linie (první dvě 19 km respektive 11 km jižně od města, třetí byla okolo samotného města) v očekávání nadcházející bitvy. Počasí hrálo do karet obráncům, protože začala sezóna dešťů, která znemožňovala rychlý přesun vojska a techniky. Před bitvou měli Rusové k dispozici 158 000 vojáků.
Srpnový útok na Port Arthur skončil japonským nezdarem, takže japonská 3. armáda byla stále zaneprázdněna obléháním přístavu a nebyla schopna pomoci v bojích v Mandžusku. Maršál Ójama se rozhodl nečekat na pád přístavu a zaútočit na Liao-jang. Japonci měli před bitvou k dispozici sílu rozdělenou do tří armád (1. armáda generála Kurokiho, 2. armáda generála Oka a 4. armáda generála Nozeho). Japonský plán bitvy se skládal z přímého útoku 2. a 4. armády na ruskou linii jižně od města, zatímco 1. armáda měla přerušit železnici na severu, a tím znemožnit Rusům zásobování a ústup. Celkem měl maršál Ójama k dispozici na 125 000 mužů.

### Průběh bitvy

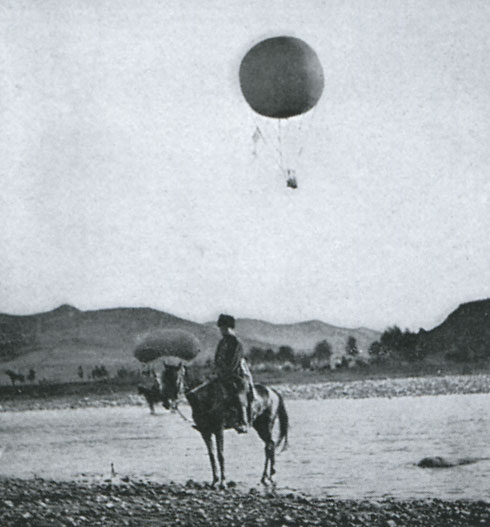
Ruský pozorovací balón během bitvy

Bitva začala japonským útokem na obranné linie 25. srpna 1904. Útok byl za silné podpory ruského dělostřelectva odražen. V noci téhož dne zahájili Japonci útok na východním křídle u kopce Pej-kou a navečer 26. srpna jej dobyli. Generál Kuropatkin nařídil na východě ústup za druhou obrannou linii, kam poslal i posily ze záloh. Postup Japonců na západní křídle byl úspěšně blokován bránící se ruskou armádou pod velením generála Zarubajeva. Dne 27. srpna očekávali Japonci ruský protiútok, ale ten se nekonal. Generál Kuropatkin nařídil k překvapení celého japonského velení kompletní stažení carské armády z první obranné linie a zabrání pozic v druhém obranném valu. Ten se rozprostíral 11 km jižně od města a vedl přes několik silně opevněných pahorků. Japoncům ústup carské armády hrál do karet, a tak pokračovali ve svém původním plánu (na severu přerušit železnici pomocí 1. armády a 2. a 4. armádou přímo zaútočit na ruské pozice).
Další japonský útok na všech frontách přišel 30. srpna a byl následující den díky ruskému opevnění a podpoře dělostřelectva odražen. Rusové opět nevyužili situace a nepodnikli protiútok. Dne 1. září se podařilo Japoncům dobýt jeden z opevněných pahorků a japonská 1. armáda se částečně přebrodila přes řeku Taizu na východním křídle. Kuropatkin nařídil ústup do třetí obranné linie nacházející se okolo města. Japonci zabrali pozice, ze kterých mohli ostřelovat obranné pozice ve městě včetně důležité železniční stanice. Ruské velení se pod tíhou událostí nakonec rozhodlo k protiútoku s cílem zatlačit Japonce na východě zpátky za řeku Taizu a obsadit strategický kopec Mandžu Jama. Rusové kopec dobyli, ale hned 2. září byl zpátky v japonských rukou. Následujícího dne se dostaly do ruského hlavního stanu zprávy o docházející munici a o přípravách japonské 1. armády odstřihnout přístup do města ze severu. Kuropatkin nařídil ještě tentýž den opustit město, přeskupit se a zabrat pozice 65 km severně v blízkosti města Mukden. Ústup byl veden organizovaně a skončil 10. září 1904.

### Výsledek bitvy
Japonci vyšli z bitvy vítězně, ale nepodařilo se jim carskou armádu obklíčit ani výrazně oslabit. Vyčerpaná japonská armáda nebyla ani schopna ustupujícího nepřítele pronásledovat. Rusové se stáhli více na sever a začali se připravovat na další bitvu. Za vítězství Japonci draze zaplatili. Ztratili na 23 000 vojáků, z toho bylo přes 5 500 mrtvých. Ruské ztráty činily 19 000 mužů, z toho 3 600 mrtvých. Bitva měla zásadní vliv na morálku obou armád. Japonci se jenom utvrdili ve své taktice proti početnějšímu nepříteli, zatímco Rusové nebyli schopni porazit podceňovaného nepřítele v prvním velkém pozemním střetnutí.

## Následující události
Rusové se nepříznivou situaci pokusili zlomit protiútokem v říjnu 1904, ale bitva na řece Ša-che průlom japonských pozic nepřinesla. Obě armády se následně zakopaly a přečkaly zimu v obranných pozicích. Vyhasla tak poslední naděje obránců v Port Arthuru na osvobození. Přístav kapitulovat na začátku ledna 1905. Na konci ledna se Rusové ještě jednou pokusili převzít iniciativu, ale v bitvě u Sandepa neuspěli. Rozhodující bitva u Mukdenu na přelomu února a března 1905 se řadila, co se týče počtu zúčastněných, mezi největší vojenská střetnutí před vypuknutím první světové války. Japonci v ní porazili carskou armádu, která se po bitvě neorganizovaně stáhla daleko na sever a již se do konce války na nic nezmohla. Výsledek bitvy určil i vítěze celé války. Poslední střetnutím byla námořní bitva u Cušimy, ve které ruská flotila utrpěla drtivou porážku.